# Antonio Forni (garibaldino)
Antonio Forni, o Forno (Palermo, 7 gennaio 1806 – Palermo, 9 gennaio 1880), è stato un militare italiano.

## Biografia
Appartenente ad una famiglia di possidenti, giovanissimo, il 26 gennaio 1822, fu cadetto nel I reggimento granatieri della guardia dell'Esercito delle Due Sicilie raggiungendo il grado di alfiere il 27 dicembre 1827 e venendo cassato dai ruoli e privato del grado di 1º tenente del II reggimento dei granatieri della guardia, il 28 febbraio 1848, per aver rifiutato di giurare fedeltà alle nuove istituzioni governative, nate dalla concessione della costituzione, che egli non considerava abbastanza liberale. Sostenne l'indipendenza dell'effimero Regno di Sicilia (1848-1849) partecipando alle due campagne del 1848 e del 1949 e ottenendo il grado di maggiore. Dopo la restaurazione borbonica, si rifugiò a Genova. Entrato nella spedizione dei Mille fu imbarcatò sul Lombardo e sbarcò a Marsala l'11 maggio 1860 venendo inquadrato nella 2ª compagnia di Vincenzo Giordano Orsini della quale prese il comando durante la sosta a Rampigallo, il 13 maggio 1860, in quanto l'Orsini passò a comandare l'artiglieria; seguì quest'ultimo nella sua diversione verso Corleone. Nell'Esercito meridionale riebbe il grado di maggiore, dal 4 giugno 1860, passando poi nel Regio Esercito e venendo collocato a riposo, con lo stesso grado – nello stato maggiore delle piazze – e a sua domanda, il 6 agosto 1864.
A Palermo gli è stata dedicata una via che va «Dalla via Maresciallo Guglielmo Pecori Giraldi al corso dei Mille. Q. Settecannoli».